# Mosambicarca
Mosambicarca is een geslacht van tweekleppigen uit de  familie van de Arcidae (arkschelpen).

## Soorten
- Mosambicarca erythraeonensis (Jonas in Philippi, 1851)
- Mosambicarca hians (Reeve, 1844)
- Mosambicarca mosambicana (Bianconi, 1856)